# 勞特拉峰

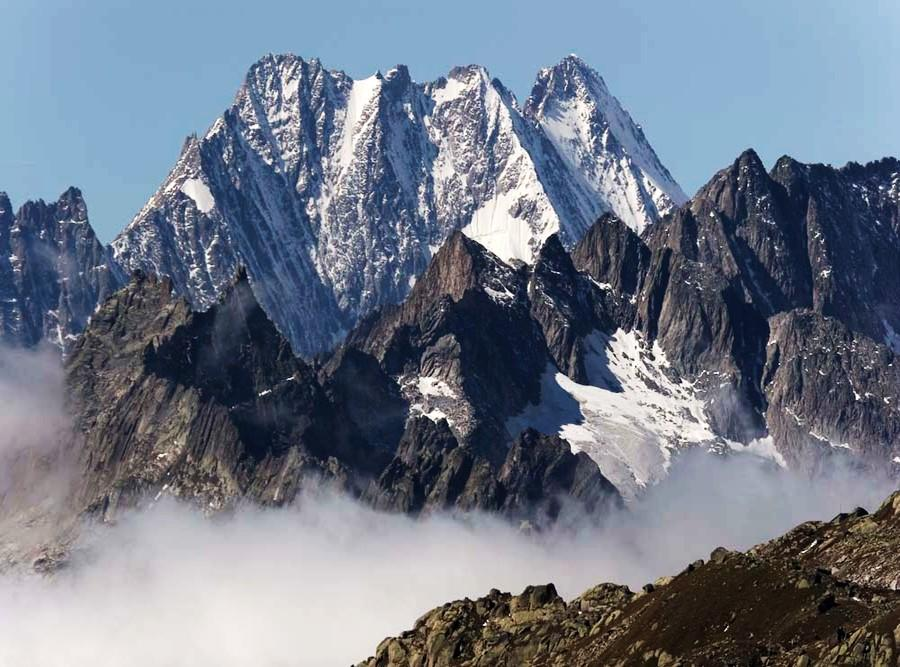

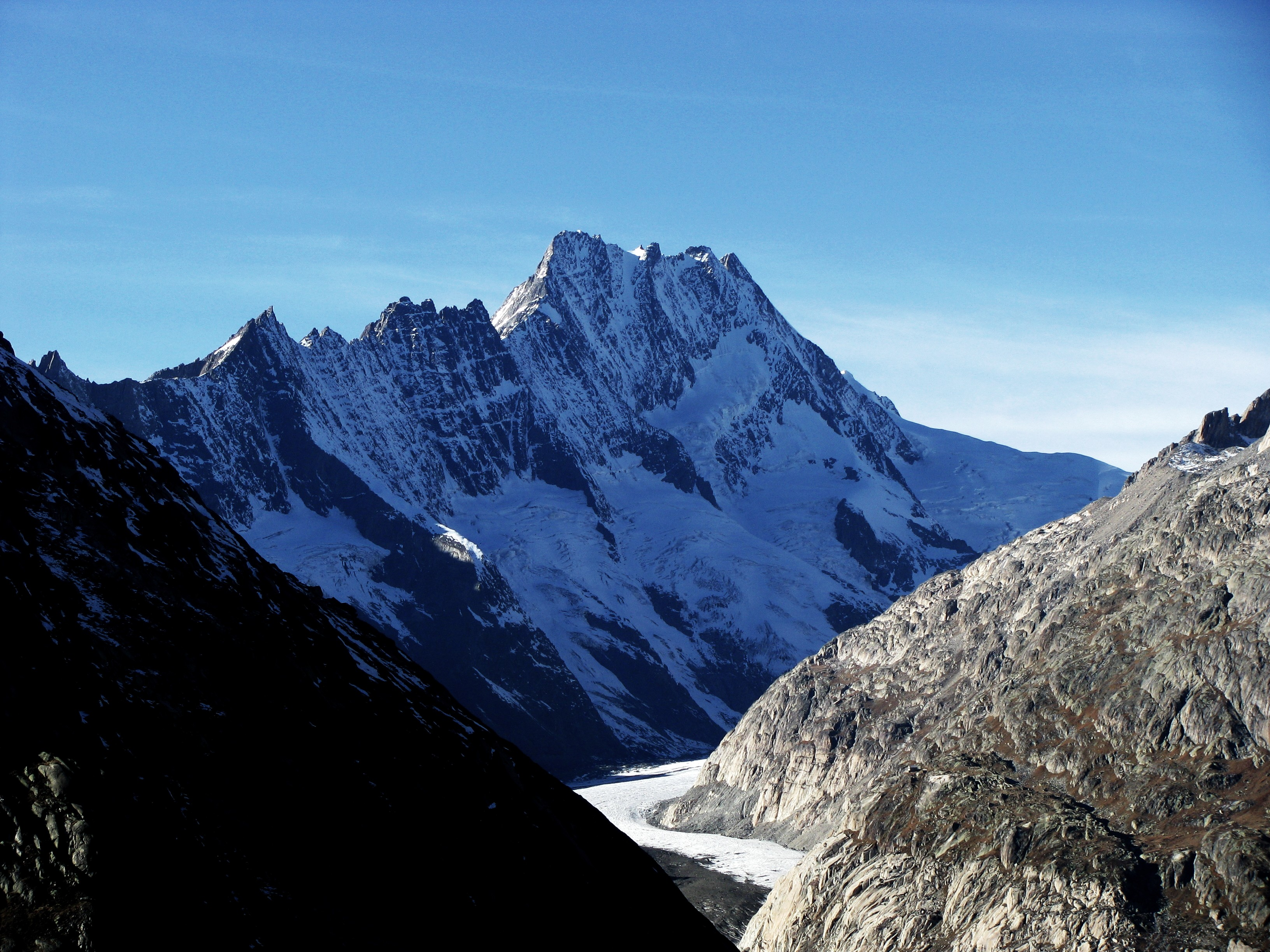

46°35′00.2″N 8°07′42.3″E / 46.583389°N 8.128417°E
勞特拉峰（德語：Lauteraarhorn）是瑞士的山峰，位於該國西部，由伯恩州負責管轄，屬於伯尔尼山的一部分，海拔高度4,042米，人類在1842年8月8日首次登上該山峰。